# 富井慎一
富井慎一（1980年9月1日—）是一名日本现代五项运动员，身高1.79米，体重67千克。曾参加2010年广州亚运会现代五项比赛，并获得男子个人第六名和男子团体铜牌。